# Dicyrtomina ornata
Dicyrtomina ornata är en urinsektsart som först beskrevs av Hercule Nicolet 1842.  Dicyrtomina ornata ingår i släktet Dicyrtomina, och familjen Dicyrtomidae. Arten är reproducerande i Sverige.